# Chuck Connors (acteur)
Kevin Joseph Aloysius 'Chuck' Connors (Brooklyn, 10 april 1921 – Los Angeles, 10 november 1992) was een Amerikaanse acteur, honkbal- en basketbalspeler. Hij is een van de slechts 13 atleten in de geschiedenis van de Amerikaanse professionele sporten die in zowel de Major League Baseball (Brooklyn Dodgers 1949, Chicago Cubs, 1951) als de National Basketball Association (Boston Celtics 1947-1948) hebben gespeeld. Met een 40-jarige film- en televisiecarrière is hij vooral bekend van zijn vijfjarige rol als Lucas McCain in de hoog aangeschreven ABC-serie The Rifleman (1958-1963).

## Het vroege leven en onderwijs
Connors werd geboren als oudste van twee kinderen van Marcella Connors-Londrigan en Alban Francis Allan Connors, immigranten van Ierse afkomst uit Newfoundland en Labrador. Hij had een zus, Gloria, die twee jaar jonger was dan hij. Zijn vader werd in 1914 een staatsburger van de Verenigde Staten en werkte in 1930 in Brooklyn als havenarbeider en zijn moeder had in 1917 ook haar Amerikaans staatsburgerschap verkregen.
Connors was een toegewijde fan van de Brooklyn Dodgers, ondanks hun verlies in de jaren 1930 en hij hoopte op een dag bij het team te komen. Als getalenteerde atleet verdiende hij een beurs aan de Adelphi Academy, een voorbereidende school in Brooklyn, waar hij in 1939 afstudeerde. Hij ontving aanvullende aanbiedingen voor sportbeurzen van meer dan twee dozijn hogescholen en universiteiten.
Van die aanbiedingen koos hij ervoor om naar de Seton Hall University in South Orange, New Jersey te gaan. Daar speelde hij zowel basketbal als honkbal voor de school, en het was ook daar waar hij zijn naam veranderde. Van kinds af aan had Connors een hekel aan zijn voornaam Kevin en hij had een andere naam gezocht. Hij probeerde Lefty en Stretch te gebruiken voordat hij uiteindelijk genoegen nam met Chuck. De naam is afgeleid van zijn tijd als speler in het honkbalteam van Seton Hall.
Connors verliet Seton Hall na twee jaar om een contract te accepteren om professioneel honkbal te spelen. Hij speelde in twee minor league-teams in 1940 en 1942 en trad vervolgens toe tot het Amerikaanse leger na de deelname van Amerika aan de Tweede Wereldoorlog. Tijdens het grootste deel van de oorlog diende hij als instructeur tankoorlogvoering in Fort Campbell, Kentucky, en later op West Point.

## Sportcarrière

### Minor League Honkbal (1940-1942)
In 1940, na zijn vertrek van de universiteit, speelde Connors vier honkbalwedstrijden met het minor league-team van de Brooklyn Dodgers, de Newport Dodgers (Northeast Arkansas League). Hij speelde het seizoen 1941 uit en tekende vervolgens bij het New York Yankees-team de Norfolk Tars (Piedmont League), waar hij 72 wedstrijden speelde voordat hij aan het einde van het seizoen dienst nam in het leger in Fort Knox op 10 oktober 1942.

### Professioneel basketbal (1946-1948)
Na zijn militaire ontslag in 1946 trad Connors toe tot de nieuw gevormde Boston Celtics van de Basketball Association of America. Hij speelde 53 wedstrijden voor Boston voordat hij het team in het begin van het seizoen 1947-1948 verliet.
Connors is een van de 13 atleten die in zowel de National Basketball Association als de Major League Baseball hebben gespeeld. De twaalf anderen die hebben gespeeld zijn: Danny Ainge, Frank Baumholtz, Hank Biasatti, Gene Conley, Dave DeBusschere, Dick Groat, Steve Hamilton, Mark Hendrickson, Cotton Nash, Ron Reed, Dick Ricketts en Howie Schultz.
Connors volgde in 1948 een voorjaarstraining met de Brooklyn Dodgers uit de Major League Baseball, maar haalde de ploeg niet. Hij speelde twee seizoenen voor het AAA-team van de Dodgers, de Montreal Royals, voordat hij in 1949 één wedstrijd met de Dodgers speelde. Na nog twee seizoenen bij Montreal, trad Connors in 1951 toe tot de Chicago Cubs en speelde in 66 wedstrijden als eerste honkman en af en toe als pinch-hitter. In 1952 werd hij opnieuw naar de minor leagues gestuurd om te spelen voor het beste team van de Cubs, de Los Angeles Angels.

## Acteercarrière
Connors realiseerde zich dat hij geen carrière zou maken in de professionele sport, dus besloot hij een acteercarrière na te streven. Het spelen van honkbal in de buurt van Hollywood was een geluk, want hij werd opgemerkt door een MGM-casting director en tekende vervolgens voor de Tracy-Hepburn-film Pat and Mike uit 1952, waar hij de rol van politie-kapitein vertolkte. In 1953 speelde hij tegenover Burt Lancaster als een rebelse marinier in South Sea Woman en vervolgens als American footballcoach tegenover John Wayne in Trouble Along the Way.

### Televisierollen
Connors had een zeldzame komische rol in de aflevering Flight to the North uit 1955 van Adventures of Superman. Hij portretteerde Sylvester J. Superman, een slungelige, rustieke kerel die dezelfde naam deelde als het titelpersonage van de serie.
Connors werd gecast als Lou Brissie, een voormalige professionele honkbalspeler die gewond raakte tijdens de Tweede Wereldoorlog, in de aflevering The Comeback uit 1956 van de religieuze anthologiereeks Crossroads. Don DeFore speelde de dominee C.E. 'Stoney' Jackson, die het spirituele inzicht bood om Brissie's herstel te helpen, zodat hij terug kon keren naar het spel. Grant Withers werd gecast als coach Whitey Martin; Crossroads vaste klant Robert Carson speelde ook een coach in deze aflevering. Edd Byrnes, Rhys Williams en Robert Fuller speelden voormalige soldaten. X Brands werd gecast als honkbalspeler.
In 1957 werd Connors gecast in de Walt Disney-film Old Yeller in de rol van Burn Sanderson. Datzelfde jaar speelde hij mee in The Hired Gun.

### Karakteracteur
Connors speelde in speelfilms, waaronder The Big Country met Gregory Peck en Charlton Heston, Move Over Darling met Doris Day en James Garner, Soylent Green met Heston en Edward G. Robinson en Airplane II: The Sequel.
Hij werd ook een geliefde acteur voor televisiepersonages, met gastrollen in tientallen shows. Zijn gastroldebuut was in een aflevering van Dear Phoebe van NBC. Hij speelde in twee afleveringen, één als de bandiet Sam Bass, in de NBC-western Tales of Wells Fargo van Dale Robertson.
Andere tv-optredens waren in Hey, Jeannie!, The Loretta Young Show, Schlitz Playhouse, Screen Directors Playhouse, Four Star Playhouse, Matinee Theatre, Cavalcade of America, Gunsmoke, The Gale Storm Show, The West Point Story, The Millionaire, General Electric Theater gepresenteerd door Ronald Reagan, Wagon Train, The Restless Gun met John Payne, Murder, She Wrote, Date with the Angels met Betty White, The DuPont Show met June Allyson, The Virginian, Night Gallery gepresenteerd door Rod Serling en Here's Lucy met Lucille Ball.

### The Riffleman
Connors versloeg 40 andere acteurs voor de hoofdrol in The Rifleman, waarin hij Lucas McCain speelt, een weduwnaar die bekend staat om zijn vaardigheden met een aangepast Winchester-geweer. Deze ABC westernserie, die werd uitgezonden van 1958 tot 1963, was ook de eerste show waarin een weduwnaar een jong kind opvoedde. Connors zei in een interview in 1959 met TV Guide dat de producenten van Four Star Television (Dick Powell, Charles Boyer, Ida Lupino en David Niven) naar 40-50 mannen in de dertig moeten hebben gezocht. Destijds boden de producenten een bepaald bedrag aan om 39 afleveringen te maken voor het seizoen 1958-1959. Het aanbod bleek minder te zijn dan Connors deed voor freelance acteren, dus wees hij het af. Een paar dagen later namen de producenten van The Rifleman hun eigen kinderen mee naar Old Yeller, waarin Connors een sterke vaderfiguur speelde. Nadat de producenten hem in de film hadden gezien, besloten ze dat ze Connors in de rol van Lucas McCain moesten casten en hem een beter aanbod moesten doen, inclusief vijf procent eigendom van de show.
The Rifleman was meteen een hit en stond op nummer 4 in de Nielsen-ratings in 1958-1959, achter de drie andere westerns Gunsmoke, Wagon Train en Have Gun - Will Travel. Johnny Crawford, destijds een onbekende acteur, voormalig Mousketeer, honkbalfan en westernfanaat, versloeg 40 andere jonge sterren om de rol van Lucas' zoon, Mark, te spelen. Crawford bleef van 1958 tot de annulering in 1963 in de serie. The Rifleman belandde hoog in de Nielsen-rangorde tot het laatste seizoen in 1962-1963, toen het tegenover de hoog gewaardeerde terugkeer naar televisie van Lucille Ball in The Lucy Show was en de kijkcijfers begonnen te dalen. De show werd in 1963 geannuleerd na vijf seizoenen en 168 afleveringen.

### Typecasting en andere tv-rollen
- In 1963 verscheen Connors in de film Flipper. Hij verscheen ook tegenover James Garner en Doris Day in de komedie Move Over, Darling in de rol die Randolph Scott eerder speelde in de oorspronkelijke versie My Favorite Wife van Irene Dunne/Cary Grant uit 1940.
- Omdat Connors een sterke typecast was voor het spelen van de alleenstaande rancher, speelde hij vervolgens in verschillende kortstondige series, waaronder Arrest and Trial (1963-1964) van ABC, een vroege voorloper van Law and Order met twee jonge acteurs Ben Gazzara en Don Galloway[9][10]; en de post-Civil War-tijdperk serie Branded (1965-1966) van NBC.
- In 1967-1968 speelde Connors in de serie Cowboy in Africa van ABC naast Tom Nardini[11] en de Britse acteur Ronald Howard[12].
- Connors speelde een gastrol in de aflevering The Ring With the Red Velvet Ropes van het laatste seizoen van Night Gallery. In 1973 en 1974 presenteerde hij de televisieserie Thrill Seekers.
- Connors werd genomineerd voor een Emmy Award voor zijn rol in een sleutelrol van slaveneigenaar in de miniserie Roots uit 1977.
- Connors was gastheer van een aantal afleveringen van Family Theater bij Mutual Radio Network. Deze serie was gericht op het promoten van gebed als een weg naar wereldvrede en sterkere gezinnen, met als motto: Het gezin dat samen bidt, blijft bij elkaar.
- In 1983 voegde Connors zich bij Sam Elliott, Cybill Shepherd, Ken Curtis en Noah Beery jr. in de kortstondige serie The Yellow Rose van NBC over een modern boerengezin in Texas.
- In 1985 speelde hij voor het eerst een gastrol in de pilot-aflevering die een terugkerende rol zou worden van King Powers in de ABC-tv-serie Spenser: For Hire, met in de hoofdrol Robert Urich als Spenser - met een S, zoals de dichter - en Avery Brooks als Hawk.
- In 1987 speelde hij mee in de Fox-serie Werewolf, als zwerver Janos Skorzeny.
- In 1988 speelde hij een gastrol als Gideon in de tv-serie Paradise, met Lee Horsley[13] in de hoofdrol.
- In 1991 werd Connors ingewijd in de Western Performers Hall of Fame in het National Cowboy & Western Heritage Museum in Oklahoma City.

## Privéleven
Connors was drie keer getrouwd. Hij ontmoette zijn eerste vrouw Elizabeth Jane Riddell Connors tijdens een van zijn honkbalwedstrijden en trouwde met haar op 1 oktober 1948 en scheidden in 1961. Ze kregen vier zonen: Michael (1950-2017), Jeffrey (1952-2014), Stephen (geboren in 1953) en Kevin (1956-2005).
Connors trouwde met Kamala Devi (1963) het jaar nadat ze samen met haar in Geronimo had gespeeld. Ze speelde ook met Connors in Branded, Broken Sabre en Cowboy in Africa. Ze scheidden in 1973.
Connors ontmoette zijn derde vrouw Faith Quabius, toen ze beiden in de film Soylent Green (1973) verschenen. Ze trouwden in 1977 en scheidden in 1979.
Connors was een aanhanger van de Republikeinse Partij en woonde verschillende fondsenwervers bij voor campagnes voor de Amerikaanse president Richard M. Nixon. Connors steunde ook Barry Goldwater bij de presidentsverkiezingen van 1964 in de Verenigde Staten en Gerald Ford bij de presidentsverkiezingen van 1976. Hij voerde campagne voor zijn persoonlijke vriend Ronald Reagan en marcheerde ter ondersteuning van de oorlog in Vietnam in 1967.
Connors werd in juni 1973 voorgesteld aan Leonid Brezjnev, de leider van de Sovjet-Unie, op een feest gegeven door Nixon in het westelijke Witte Huis in San Clemente. Connors presenteerde Brezjnev een paar Colt Single Action Army Six-Shooters (revolvers) die Brezjnev erg leuk vond. Toen hij in zijn vliegtuig terug naar Moskou stapte, merkte Brezjnev Connors op in de menigte, ging naar hem terug om hem de hand te schudden en sprong voor de grap in de torenhoge omhelzing van Connors. Er waren in die tijd maar weinig Amerikaanse tv-programma's op de Sovjettelevisie: The Rifleman was een uitzondering, omdat het Brezjnev's favoriete programma was. Connors en Brezjnev konden het zo goed met elkaar vinden, dat Connors in december 1973 een uitnodiging accepteerde om de Sovjetleider in Moskou te bezoeken. Na de dood van Brezjnev in 1982 toonde Connors belangstelling om terug te keren naar de Sovjet-Unie voor de begrafenis van de secretaris-generaal, maar de Amerikaanse regering zou niet toestaan dat Connors deel uitmaakt van de officiële delegatie.
Op 18 juli 1984 werd Connors bekroond met een ster op de Hollywood Walk of Fame (sterlocatie op 6838 Hollywood Blvd.) Meer dan 200 goede vrienden waren aanwezig, waaronder zijn familie en acteur Johnny Crawford.

## Liefdadigheid
Connors was gastheer van het jaarlijkse Chuck Connors Charitable Invitational Golf Tournament, via de Chuck Connors Charitable Foundation, in de Canyon Country Club in Palm Springs. De opbrengst ging rechtstreeks naar de Angel View Crippled Children's Foundation en er werd meer dan $ 400.000 opgehaald.

## Overlijden
Connors overleed op 10 november 1992 in het Cedars-Sinai Medical Center in Los Angeles op 71-jarige leeftijd aan longkanker.

## Filmografie (selectie)

### Televisieseries
- 1958–1963: The Rifleman (167 afleveringen)
- 1965–1966: Branded (48 afleveringen)
- 1967–1968: Cowboy in Africa
- 1977: Roots
- 1985: Murder, She Wrote (seizoen 2, aflevering 2)
- 1987: Werewolf
- 1988: Murder, She Wrote (seizoen 5, aflevering 5)

### Films
- 1952: Pat and Mike
- 1954: Dragonfly Squadron
- 1954: Naked Alibi
- 1955: Good Morning Miss Dove
- 1957: Tomahawk Trail
- 1957: Old Yeller
- 1957: Designing Woman
- 1958: The Big Country
- 1962: Geronimo
- 1963: Move Over, Darling
- 1963: Flipper
- 1965: Broken Sabre
- 1969: The Proud and Damned
- 1973: Soylent Green
- 1980: Virus
- 1982: Airplane II: The Sequel
- 1987: Sakura Killers
- 1988: Once upon a Texas Train (televisiefilm)
- 1989: High Desert Kill (televisiefilm)

- Biblioteca Nacional de España: XX1078720
- Bibliothèque nationale de France: cb13945323n (data)
- Gemeinsame Normdatei: 141023759
- International Standard Name Identifier: 0000 0001 2133 6759
- Library of Congress Control Number: no92028834
- Nationale Bibliotheek van Israël: 987007345722805171
- SNAC: w6t755sz
- Système universitaire de documentation: 079335934
- Trove: 901681
- Virtual International Authority File: 54337746
- WorldCat: E39PBJq6XGx4WTvRMMB9rrHQv3